# إستانا بندر
إستانا بندر هو قصر تاريخي يقع في جوجرا، منطقة كوالا لاننجات، سيلانجور، ماليزيا.

## التاريخ
بُني القصر في عام 1899. كان سلطان سلانجور اَنذاك علاء الدين سليمان شاه، الذي كانت إقامته الرسمية في كلانغ، يأتي على هذا القصر لأداء صلاة الجمعة في المسجد المجاور له. تم إغلاق القصر بعد وفاته في عام 1938، كما وُلد فيه السلطان السابع صلاح الدين عبد العزيز شاه. بني القصر على أيدي عمال صينين.

## الوصول إليه
توجد محطة حافلات سمارت سيلانجور على بعد حوالي 2 كيلومتر جنوب القصر، وتخدمه حافلة سمارت سيلانجور على الخط BTG2، تتصل الحافلة بمدينة بانتيغ. من مدينة بانتيغ، يتصل الخط BTG1 بمطار كوالا لمبور الدولي ومحطة KT4 سالاك تينغى ( محطة إكسبريس المطار). كما تربط خطوط اخرى مثل 730، بكلانغ.